# Championnat du Guatemala de football 1976
Navigation
Saison précédente Saison suivante
La Liga Nacional 1976 est la vingt-cinquième édition de la première division guatémaltèque.
Lors de ce tournoi, le Aurora FC a tenté de conserver son titre de champion du Guatemala face aux treize meilleurs clubs guatémaltèques.
Chacun des quatorze clubs participant était confronté deux fois aux treize autres équipes. Puis les six meilleurs et les huit derniers se sont affrontés une fois et deux fois de plus lors de la seconde phase du championnat.
Seulement une place était qualificative pour la Coupe des champions de la CONCACAF et trois pour la Coupe de la Fraternité.

## Les 14 clubs participants
| \| Guatemala: Aurora FC CSD Comunicaciones CSD Municipal Tipografía Nacional Universidad SC Guatemala Cobán Imperial Juventud Escuintleca CSD Galcasa Juventud Catolica Juventud Retalteca Dep. Suchitepéquez Deportivo Tiquisate Xelaju MC Deportivo Zacapa \| Localisation des clubs engagés dans le championnat. |
| Guatemala: Aurora FC CSD Comunicaciones CSD Municipal Tipografía Nacional Universidad SC Guatemala Cobán Imperial Juventud Escuintleca CSD Galcasa Juventud Catolica Juventud Retalteca Dep. Suchitepéquez Deportivo Tiquisate Xelaju MC Deportivo Zacapa                                                           |

Ce tableau présente les quatorze équipes qualifiées pour disputer le championnat 1976. On y trouve le nom des clubs, le nom des stades dans lesquels ils évoluent ainsi que la capacité et la localisation de ces derniers.
| Club                    | Stade                            | Capacité          | Ville          |
| Aurora FC               | Stade de l'Ejército              | 13 300            | Guatemala City |
| Cobán Imperial          | Stade Verapaz                    | 15 000            | Cobán          |
| CSD Comunicaciones      | Stade Mateo Flores               | 30 000            | Guatemala City |
| Juventud Escuintleca    | Stade Ricardo Muñoz Gálvez       | 3 000             | Escuintla      |
| CSD Galcasa             | Stade inconnu                    | Capacité inconnue | Villa Nueva    |
| Juventud Catolica       | Stade inconnu                    | Capacité inconnue | Puerto Barrios |
| CSD Municipal           | Stade Mateo Flores               | 30 000            | Guatemala City |
| Juventud Retalteca      | Stade Óscar Monterroso Izaguirre | 8 000             | Retalhuleu     |
| Deportivo Suchitepéquez | Stade Carlos Salazar Hijo        | 12 000            | Mazatenango    |
| Tipografía Nacional     | Stade La Pedrera                 | Capacité inconnue | Guatemala City |
| Deportivo Tiquisate     | Stade Municipal de Tiquisate     | Capacité inconnue | Tiquisate      |
| Universidad SC          | Stade de la Revolución           | 5 000             | Guatemala City |
| Xelaju MC               | Stade Mario Camposeco            | 11 000            | Quetzaltenango |
| Deportivo Zacapa        | Stade David Ordoñez Bardales     | 10 000            | Zacapa         |

## Compétition
La compétition se déroule en deux phases:
- La phase régulière : vingt-six journées de championnat.
- La seconde phase : cinq et quatorze journées de championnat entre les six meilleures et les huit moins bonnes équipes de la phase régulière.

### Phase régulière
Lors de la phase régulière les quatorze équipes affrontent à deux reprises les treize autres équipes selon un calendrier tiré aléatoirement.
Les cinq meilleures équipes sont qualifiées pour le groupe des champions et les huit dernières pour le groupe de relégation.
Le classement est établi sur l'ancien barème de points (victoire à 2 points, match nul à 1, défaite à 0).
Le départage final se fait selon les critères suivants :
- Le nombre de points.
- La différence de buts générale.
- Le nombre de buts marqué.

#### Classement
| Rang | Équipe                  | Pts | J  | G  | N  | P  | Bp | Bc | Diff |
| ---- | ----------------------- | --- | -- | -- | -- | -- | -- | -- | ---- |
| 1    | CSD Comunicaciones      | 42  | 26 | 16 | 10 | 0  | 55 | 13 | +42  |
| 2    | Aurora FC T             | 38  | 26 | 15 | 8  | 3  | 47 | 21 | +26  |
| 3    | CSD Municipal           | 36  | 26 | 15 | 6  | 5  | 63 | 24 | +39  |
| 4    | Tipografía Nacional     | 29  | 26 | 10 | 9  | 7  | 45 | 40 | +5   |
| 5    | Juventud Catolica       | 28  | 26 | 9  | 10 | 7  | 36 | 39 | -3   |
| 6    | Deportivo Zacapa        | 27  | 26 | 9  | 9  | 8  | 30 | 39 | -9   |
| 7    | Xelaju MC               | 26  | 26 | 9  | 8  | 9  | 33 | 27 | +6   |
| 8    | Deportivo Suchitepéquez | 23  | 26 | 5  | 13 | 8  | 23 | 29 | -6   |
| 9    | CSD Galcasa             | 23  | 26 | 6  | 11 | 9  | 24 | 32 | -8   |
| 10   | Universidad SC          | 21  | 26 | 6  | 9  | 11 | 28 | 35 | -7   |
| 11   | Juventud Retalteca      | 21  | 26 | 8  | 5  | 13 | 31 | 38 | -7   |
| 12   | Deportivo Tiquisate     | 19  | 26 | 3  | 13 | 10 | 31 | 39 | -8   |
| 13   | Cobán Imperial P        | 17  | 26 | 4  | 9  | 13 | 24 | 62 | -38  |
| 14   | Juventud Escuintleca P  | 14  | 26 | 2  | 10 | 14 | 24 | 50 | -26  |

| Légende : Qualifications et relégations | Légende : Qualifications et relégations     |
| --------------------------------------- | ------------------------------------------- |
|                                         | Qualifié pour la seconde phase              |
|                                         | Qualifié pour le groupe de relégation       |
|                                         | T Tenant du titre P Promu de la saison 1975 |

### Seconde phase
Lors de la seconde phase les six équipes du groupe des champions et les huit équipes du groupe de relégation affrontent à une et deux reprises les autres équipes de leur groupe selon un calendrier tiré aléatoirement.
Le premier de la seconde phase est sacré champion du Guatemala.
Le classement est établi sur l'ancien barème de points (victoire à 2 points, match nul à 1, défaite à 0).
Le départage final se fait selon les critères suivants :
- Le nombre de points.
- La différence de buts générale.
- Le nombre de buts marqué.

#### Classement
| Rang | Équipe              | Pts | J | G | N | P | Bp | Bc | Diff |
| ---- | ------------------- | --- | - | - | - | - | -- | -- | ---- |
| 1    | CSD Municipal       | 9   | 5 | 4 | 1 | 0 | 6  | 1  | +5   |
| 2    | CSD Comunicaciones  | 8   | 5 | 3 | 2 | 0 | 7  | 2  | +5   |
| 3    | Aurora FC T         | 5   | 5 | 2 | 1 | 2 | 7  | 5  | +2   |
| 4    | Tipografía Nacional | 4   | 5 | 1 | 2 | 2 | 8  | 7  | +1   |
| 5    | Juventud Catolica   | 3   | 5 | 1 | 1 | 3 | 5  | 11 | -6   |
| 6    | Deportivo Zacapa    | 1   | 5 | 0 | 1 | 4 | 0  | 7  | -7   |

| Rang | Équipe                  | Pts | J  | G | N | P | Bp | Bc | Diff |
| ---- | ----------------------- | --- | -- | - | - | - | -- | -- | ---- |
| 7    | CSD Galcasa             | 16  | 14 | 6 | 4 | 4 | 24 | 18 | +6   |
| 8    | Universidad SC          | 16  | 14 | 7 | 2 | 5 | 19 | 18 | +1   |
| 9    | Juventud Escuintleca P  | 15  | 14 | 5 | 5 | 4 | 17 | 17 | 0    |
| 10   | Cobán Imperial P        | 15  | 14 | 5 | 5 | 4 | 14 | 17 | -3   |
| 11   | Juventud Retalteca      | 14  | 14 | 5 | 4 | 5 | 19 | 16 | +3   |
| 12   | Deportivo Tiquisate     | 13  | 14 | 4 | 5 | 5 | 15 | 11 | +4   |
| 13   | Xelaju MC               | 13  | 14 | 4 | 5 | 5 | 14 | 14 | 0    |
| 14   | Deportivo Suchitepéquez | 10  | 14 | 3 | 4 | 7 | 16 | 27 | -11  |

| Légende : Qualifications et relégations | Légende : Qualifications et relégations |
| --------------------------------------- | --- |
|                                         | Coupe des champions de la CONCACAF 1977 (1er Tour de qualification) Coupe des champions de la CONCACAF 1978 (1er Tour de qualification) Coupe de la Fraternité 1977 (ru) (Phase de groupes) |
|                                         | Coupe des champions de la CONCACAF 1978 (1er Tour de qualification) Coupe de la Fraternité 1977 (ru) (Phase de groupes)                                                                     |
|                                         | Coupe de la Fraternité 1977 (ru) (Phase de groupes) |
|                                         | T Tenant du titre P Promu de la saison 1975 |

## Bilan du tournoi
| Championnat du Guatemala de football 1976                |                                  |
| Champion                                                 | CSD Municipal                    |
| Dauphin                                                  | CSD Comunicaciones               |
| Coupes et trophées                                       |                                  |
| Vainqueur Premier tour de qualification (1978)           | CSD Municipal CSD Comunicaciones |
| Qualifications continentales                             |                                  |
| Coupe des champions 1977 (Premier tour de qualification) | CSD Municipal                    |
| Coupe des champions 1978 (Premier tour de qualification) | CSD Municipal                    |
| Coupe des champions 1978 (Premier tour de qualification) | CSD Comunicaciones               |
| Coupe de la fraternité 1977 (ru) (Phase de groupes)      | CSD Municipal                    |
| Coupe de la fraternité 1977 (ru) (Phase de groupes)      | CSD Comunicaciones               |
| Coupe de la fraternité 1977 (ru) (Phase de groupes)      | Aurora FC                        |
| Promotions et relégations                                |                                  |
| Promus en Liga Nacional de Guatemala                     | Antigua GFC                      |
| Promus en Liga Nacional de Guatemala                     | Caminos Chiquimulilla            |
| Relégués en Primera División de Guatemala                | Aucun                            |